# Кубок Словенії з футболу 2003—2004
Кубок Словенії з футболу 2003–2004 — 13-й розіграш кубкового футбольного турніру в Словенії. Титул вп'яте здобув Марибор.

## Календар
| Раунд        | Дата              | Матчі | Клуби   |
| ------------ | ----------------- | ----- | ------- |
| Перший раунд | 30 липня 2003     | 15    | 31 → 16 |
| 1/8 фіналу   | 17 вересня 2003   | 8     | 16 → 8  |
| 1/4 фіналу   | 1/15 жовтня 2003  | 8     | 8 → 4   |
| 1/2 фіналу   | 7/21 квітня 2004  | 4     | 4 → 2   |
| Фінал        | 19/26 травня 2004 | 2     | 2 → 1   |

## Перший раунд
Клуб Публікум (Цельє) пройшов до наступного раунду після жеребкування.
| Команда 1             | Рахунок | Команда 2             |
| --------------------- | ------- | --------------------- |
| 30 липня 2003         |         |                       |
| Рудар (Веленє)        | 2:0     | Баковці               |
| Фужінар               | 1:9     | Любляна               |
| Єсенице               | 4:2     | Шоштань               |
| Желєзнічар (Марибор)  | 0:2     | Нафта                 |
| Драва (Птуй)          | 1:0     | Шмартно               |
| Брда                  | 1:2     | Фактор                |
| Сеграп Макотер (Цвен) | 0:3     | Гориця                |
| Ізола                 | 0:4     | Олімпія (Любляна)     |
| Палома                | +:-     | Ядран (Хрпелє-Козина) |
| Білє                  | -:+     | Домжале               |
| Шенчур                | 1:2     | Дравоград             |
| Алюміній              | 1:3     | Мура                  |
| Бела Країна           | 3:1     | Бистриця              |
| Кршко                 | 0:3     | Марибор               |
| Копер                 | 3:0     | Примор'є              |

## 1/8 фіналу
| Команда 1       | Рахунок | Команда 2         |
| --------------- | ------- | ----------------- |
| 17 вересня 2003 |         |                   |
| Рудар (Веленє)  | 2:1     | Гориця            |
| Марибор         | 2:0     | Драва (Птуй)      |
| Фактор          | 1:8     | Публікум (Цельє)  |
| Любляна         | 3:1     | Олімпія (Любляна) |
| Палома          | 1:4     | Єсенице           |
| Дравоград       | 2:0     | Домжале           |
| Нафта           | 3:1     | Мура              |
| Бела Країна     | 1:0 дч  | Копер             |

## 1/4 фіналу
| Команда 1        | Заг. | Команда 2        | 1-й матч | 2-й матч |
| ---------------- | ---- | ---------------- | -------- | -------- |
| 1/15 жовтня 2003 |      |                  |          |          |
| Бела Країна      | 0:1  | Любляна          | 0:0      | 0:1 дч   |
| Дравоград        | 5:2  | Нафта            | 3:1      | 2:1      |
| Марибор          | 6:5  | Публікум (Цельє) | 2:0      | 4:5      |
| Рудар (Веленє)   | 3:4  | Єсенице          | 2:1      | 1:3      |

## 1/2 фіналу
| Команда 1        | Заг.    | Команда 2 | 1-й матч | 2-й матч |
| ---------------- | ------- | --------- | -------- | -------- |
| 7/21 квітня 2004 |         |           |          |          |
| Любляна          | 2:2 (ч) | Дравоград | 2:1      | 0:1      |
| Марибор          | 6:1     | Єсенице   | 4:0      | 2:1      |

## Фінал
| Команда 1         | Заг. | Команда 2 | 1-й матч | 2-й матч |
| ----------------- | ---- | --------- | -------- | -------- |
| 19/26 травня 2004 |      |           |          |          |
| Марибор           | 7:4  | Дравоград | 4:0      | 3:4      |

## Перший матч
| 19 травня 2004 |

| Марибор                                           | 4:0      | Дравоград |
| ------------------------------------------------- | -------- | --------- |
| Пекич 5' (пен.) Ракич 16' Франці 45' Жнудерль 88' | Протокол |           |

| Людські врт, Марибор Глядачів: 1 500 Арбітр: Роберт Крайнц |

## Повторний матч
| 26 травня 2004 |

| Дравоград                                      | 4:3      | Марибор                              |
| ---------------------------------------------- | -------- | ------------------------------------ |
| Гостенчник 6' Срша 61' Любанич 69' Фрайдль 90' | Протокол | Жнудерль 3' (пен.), 89' Муянович 44' |

| Місцевий спортивний центр, Дравоград Глядачів: 700 Арбітр: Сречко Кандаре |